# Beaubourg (Vangelis)
Beaubourg è il sesto album in studio del musicista greco Vangelis, pubblicato nel 1977 dalla RCA Records.

## Descrizione
L'album è la decima uscita discografica ufficiale di Vangelis ed è stato composto come rappresentazione musicale del museo omonimo. Interamente eseguito con sintetizzatori (in particolare con lo Yamaha CS-80), è il suo lavoro più sperimentale ed è considerato, assieme ad Hypothesis (risalente al 1971 ma pubblicato solo nel 1978 e ritirato dal mercato poco dopo), il meno accessibile fra i suoi progetti. In questa categoria può essere incluso anche Invisible Connections (1985), benché questo fosse stato inteso come lavoro basato su sperimentazioni di musica classica, e ciò lo rende a parer di molti più "ascoltabile" rispetto agli altri due.
Lo stile di Beaubourg è quasi impossibile da definire, anche se nelle due parti (la cui similitudine è estrema) possono essere rintracciati elementi di jazz e musica concreta. Come già detto, Vangelis compose la musica ispirandosi alla struttura del museo, e con il fine di riflettere attraverso essa lo stile di vita dell'omonimo quartiere dove egli visse nei primi anni settanta.

## Tracce
1. Beaubourg Part I – 18:09
2. Beaubourg Part II – 21:05

## Musicisti
- Vangelis - tutti gli strumenti
- Keith Spencer-Allen - assistente in studio